# Willem VIII van Auvergne
Willem VIII van Auvergne bijgenaamd de Oude (circa 1100 - 1182) was van 1155 tot aan zijn dood graaf van Auvergne. Hij behoorde tot het huis Auvergne.

## Levensloop
Willem VIII was de jongere zoon van graaf Willem VI van Auvergne en diens echtgenote Emma, dochter van koning Rogier I van Sicilië. 
Toen zijn oudere broer Robert III en diens zoon Willem VII in 1147 naar het Heilige Land vertrokken om deel te nemen aan de Tweede Kruistocht nam Willem VIII het beheer van Auvergne op zich. Nadat zijn broer tijdens deze kruistocht was overleden, trok Willem de macht over Auvergne naar zich toe, zonder de terugkeer van zijn neef af te wachten. Dit leidde na de terugkomst van Willem VII dan ook tot een conflict tussen de twee. Het conflict zorgde in 1155 voor de opdeling van Auvergne, waarbij Willem VIII het grootste deel van het graafschap wist te bemachtigen. Zijn neef Willem VII verloor de graventitel. Vanaf dan stonden hij en zijn nakomelingen bekend als dauphin van Auvergne.
Willem VIII bleef graaf van Auvergne tot aan zijn dood in 1182 en werd opgevolgd door zijn zoon Robert IV.

## Huwelijk en nakomelingen
Willem VIII was gehuwd met Anna, dochter van graaf Willem II van Nevers. Ze kregen volgende kinderen:
- Robert IV (1130-1194), graaf van Auvergne
- Agnes, huwde met graaf Hugo II van Rodez
- Judith, huwde met heer Beraud van Mercœur